# University of Redlands

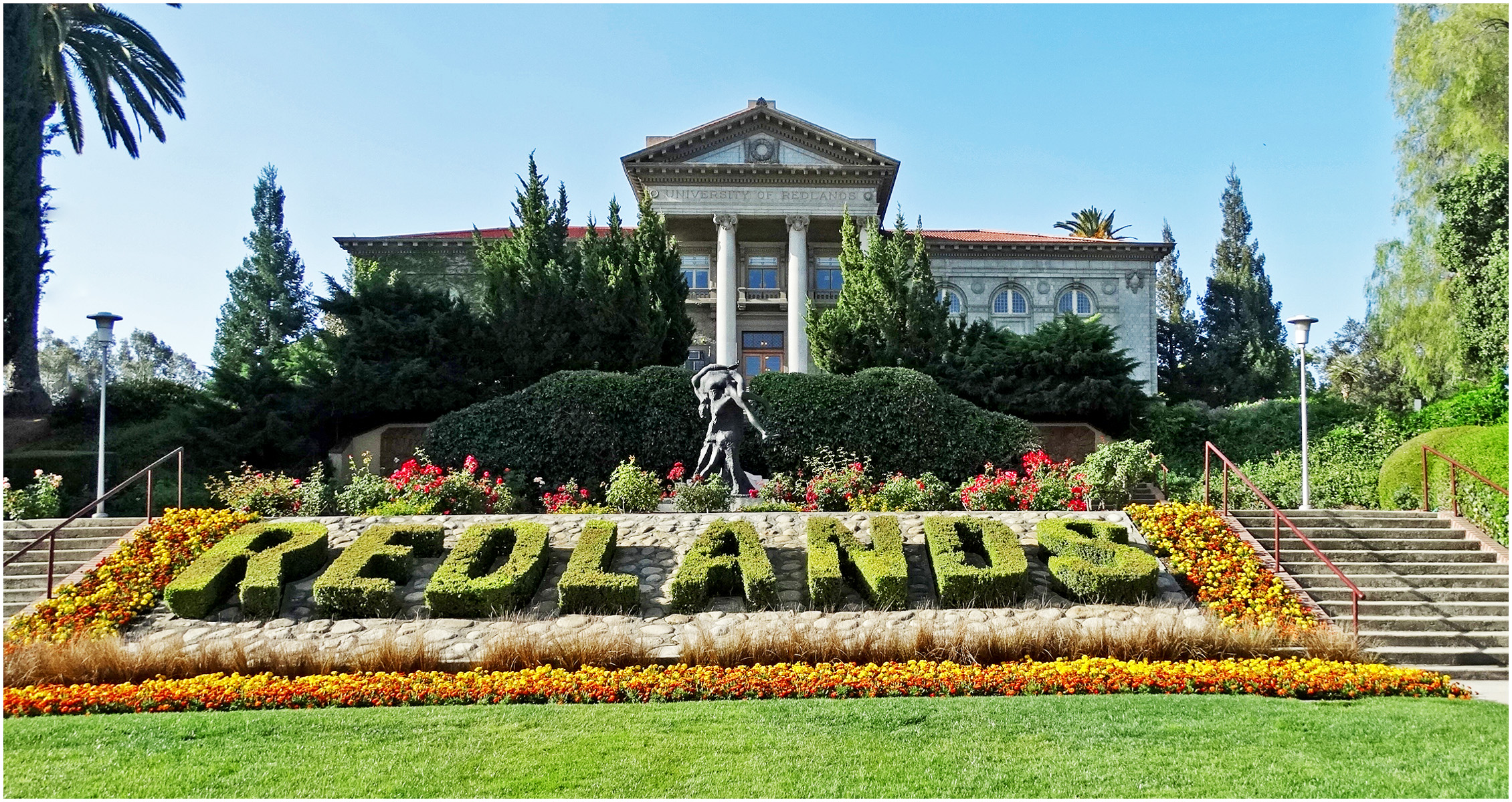
Den administrativa byggnaden.

University of Redlands är ett privat liberal arts college i Redlands i Kalifornien.  Universitet grundades 1907 och har omkring 4500 studenter.